# Michael Frensch
Michael Frensch (* 1948 in Marburg an der Lahn) ist ein deutscher anthroposophischer Autor.

## Leben und Wirken
Michael Frensch studierte Philosophie, Romanistik und Kunstgeschichte in München und Paris. 1978 promovierte er mit einer Dissertationsschrift über den Renaissance-Philosophen Nikolaus von Kues. Er ist Verlagsleiter des anthroposophisch orientierten Novalis Verlages, in dem er bis 2004 die Schweizer Kulturzeitschrift Novalis herausgab. Er verfasste zahlreiche inhaltlich von der Anthroposophie geprägte Bücher zu geisteswissenschaftlichen Themen.
Frensch gilt als führender Experte für das Werk des baltischen Mystikers Valentin Tomberg. Gemeinsam mit anderen Spezialisten für Tombergs Leben und Werk wie Elisabeth Heckmann, Wilhelm Maria Maas, Friederike Migneco und Ludmilla Zimmermann arbeitet er das geistige Erbe Tombergs auf. Seit 2016 obliegt ihm gemeinsam mit seiner Ehefrau Eva Maria die Leitung des Tomberg-Archivs, das von der Anna Sophien Stiftung betreut wird.   Zuletzt erschien der Band 3 eines umfassenden Tomberg-Projekts: Valentin Tomberg. Leben – Werk – Wirkung (2016).
Michael Frensch war maßgeblich an der Gründung der Sophien Stiftung (1988) in Schaffhausen in der Schweiz beteiligt. Diese plant die Errichtung einer auf platonischer Grundlage arbeitenden Forschungs- und Bildungsstätte, die Sophien Akademie. Erstrebt wird die Fortsetzung der Tradition der Platonischen Akademie, die nach Michael Frenschs anthroposophischer Sicht in der Schule von Chartres, der Akademie von Florenz, der Jenenser Frühromantik und der Weimarer Klassik in der Vergangenheit ihre bedeutendsten Repräsentanten hatte.
In seinem Buchwerk (2007) Die Wiederkunft stellt Frensch die Frage, was die geisteswissenschaftliche Forschung heute zum Zentralereignis der Wiederkehr Christi zu sagen hat. Er berücksichtigt dabei östliche Lehren von den Bodhisattvas, Buddhas, Avataren. 
Frensch ist auch als Erzähler aktiv. So erschien 2014 erschien sein Roman Seurats Geheimnis.
Michael Frensch lebt und arbeitet an der Ostsee bei Flensburg.

## Veröffentlichungen
- Unterscheidung der Geister anhand der Apokalypse des Johannes. Schaffhausen: Novalis Verlag, ISBN 3-907160-67-3
- Seurats Brücke. Vom Impressionismus zur Moderne. Schaffhausen: Novalis Verlag, ISBN 978-3-907260--38-8
- Die Wiederkunft. Betrachtungen zum Zentralereignis der Gegenwart. Schaffhausen: Novalis Verlag, ISBN 3-907160-68-1
- Wie öffnet sich das Große Portal? Geisteswissenschaftliche Betrachtungen zum Westportal der Kathedrale von Chartres. Schaffhausen: Novalis Verlag, ISBN 3-907160-69-X
- Weisheit in Person. Das Dilemma der Philosophie und die Perspektive der Sophiologie. Schaffhausen: Novalis Verlag, ISBN 3-907160-57-6
- Christliche Erziehung und Waldorfpädagogik. Schaffhausen: Novalis Verlag, ISBN 3-907160-32-0
- Valentin Tomberg. Leben Werk Wirkung. Band 1.2., 1944-1973. Schaffhausen Novalis Verlag, ISBN 3-907160-82-7
- Die Tabula Smaragdina. Eine hermetische Betrachtung. In: Hermetika 4/1983, (17) 18-24; 5/1984, 11-20; 6/1984, 10-18.
- Wer war Valentin Tomberg? In: Friedhelm Köhler, Friederike Migneco, Benedikt Maria Trappen: Freiheit. Bewusstheit. Verantwortlichkeit. Festschrift für  Volker Zotz zum 60. Geburtstag. Edition Habermann, München 2016 (ISBN 978-3960250098), S. 289–310
- Ein Freund von Jenseits des Grabes. Meine Begegnung mit Valentin Tomberg.